# سيلول
سيلول، (بالإنجليزية: Cellole)‏، هي بلدة و(بلدية) في مقاطعة كازيرتا، في إقليم كامبانيا الإيطالي، وتقع على بعد حوالي 50 كم (31 ميل) شمال غرب نابولي، وحوالي 45 كم (28 ميل) شمال غرب كازيرتا.

## السكان
في سنة 1861 بلغ عدد السكان 1٬013 نسمة، وتطور العدد ليصل في سنة 2011 لـ 7٬684 نسمة.
يظهر هذا المخطط البياني تطور النمو السكاني لـ سيلول